# Oldřich Tyl
Oldřich Tyl (Ejpovice, 10 de abril de 1884-Praga, 3 de abril de 1939) fue un arquitecto racionalista checo. 

## Trayectoria
Estudió en la Universidad Técnica de Praga (1902-1909), donde fue alumno de Josef Schulz. En 1922 abrió el estudio Tekta y, junto a Ludvík Kysela, Oldřich Starý y Alois Špalek, fue uno de los fundadores de la revista Stavba, uno de los principales órganos de difusión de la arquitectura racionalista en la Europa de entreguerras. Fue uno de los redactores en dicha revista del manifiesto Nuestra opinión sobre la nueva arquitectura, publicado en el n.º 3 (1924-1925).
Influido inicialmente por el cubismo y el rondocubismo (apartamentos de la calle Nezamyslova de Praga), así como por el neoclasicismo (pabellón de cirugía del Hospital de Rakovník, 1921-1925), evolucionó hacia el racionalismo, con influencia de Ludwig Mies van der Rohe y Mart Stam, como se denota en la pensión Zachrana en Praga (1923-1926) y el palacio de las Ferias Comerciales en Praga (1926-1928, con Josef Fuchs). Este último fue uno de los más grandes edificios de estilo racionalista construidos en Europa, con una composición asimétrica, estructura de hormigón y ventanas en banda.
En sus obras, Tyl aunó el purismo y austeridad racionalistas con cierta concepción clásica de los volúmenes: albergue YWCA en Praga (1926-1928), galería comercial Černá Růže en Praga (1929-1931). En 1927 ganó el concurso para la realización de la Escuela Industrial de Hradec Králové, pero el proyecto no fue ejecutado. Sin embargo, su idea de una planta en forma de Y con tres alas fue retomada por Le Corbusier y Marcel Breuer en otros proyectos.
En 1929, a causa del hundimiento de la estructura de hormigón del albergue YWCA, abandonó la arquitectura.